# Рипкен, Кел (младший)
Келвин Эдвин «Кел» Рипкен младший (англ. Calvin Edwin "Cal" Ripken, Jr., род. 24 августа 1960 года) — американский бейсболист, выступавший на позиции шорт-стопа и игрока третьей базы 21 сезон в Главной лиге бейсбола за команду «Балтимор Ориолс». Рипкен 19 раз участвовал в матчах всех звёзд МЛБ и дважды становился самым ценным игроком Американской лиги. Больше всего Рипкен запомнился тем, что побил рекорд Лу Герига по количеству подряд проведённых игр, который продержался 56 лет и считалось, что его невозможно превзойти. Это событие произошло 6 сентября 1995 года, когда Рипкен сыграл 2131 игру подряд.
Рипкен родился в Мэриленде, но детство провёл путешествуя по всей стране вместе со своим отцом Келом-старшим, работавшим игроком и тренером в системе «Ориолс». После успешных выступлений за школьную команду, Рипкен был выбран во втором раунде драфта МЛБ 1978 года. С 1981 года он стал выступать в Главной лиге за «Ориолс», где провёл всю свою карьеру. Он стал одним из лучших игроков лиги в обороне, выбив за свою карьеру 3184 хита, сделав 431 хоум-ран и заработав 1695 runs batted in, а также дважды получал награду Голден Глоув за игру в обороне.
Рипкен считается одним из лучших шорт-стопов и игроков третьей базы в истории бейсбола. Имея рост 193 см и вес 102 кг, он стал одним из первых «больших» игроков на своей позиции. Его хорошее здоровье и выносливость позволило ему за карьеру сыграть в 2632 играх. Он вошёл в клуб 3000 хитов и удерживает рекорд по количеству хоум-ранов среди игроков на позиции шорт-стопов. В 2007 году он был выбран в Национальный бейсбольный Зал славы.
По окончании игровой карьеры Рипкен стал президентом и главой правления Ripken Baseball, чьей целью является популяризация бейсбола. Он также купил три бейсбольные команды из низших лиг. Активно занимается благотворительной деятельностью и является автором популярных книг.

## Ранние годы
Кел Рипкен родился в Хэвер ди Грейс, Мэриленд в семье Вайолет Роберты и Кела Рипкен старшего. Он имеет германские корни. Хотя семья Рипкенов называла своим домом Абердин, они часто переезжали в связи с работой Кела старшего, который работал тренером в системе «Балтимор Ориолс». Уже с раннего детства Кел был окружен бейсболом, поэтому он также стал заниматься этой игрой. В развитии игровых навыков ему помогали профессионалы, работавшие с его отцом, такие как Даг Декинс. Согласно писательнице Джин Страззабоско, уже в возрасте трёх лет Кел хотел в будущем стать бейсболистом, а Пол Джозеф и Кэл Гронвал писали, что в 10 лет он «знал игру как снаружи, так и изнутри». Рипкен и его брат Билли ходили в старшую школу Абердина. Оба были членами бейсбольной команды, а Кел также игра в футбол. Кроме них в семье были ещё брат Фред и сестра Эллен.

## Награды и рекорды

### Награды
| Награда / достижения                               | Количество | Годы |
| -------------------------------------------------- | ---------- | --- |
| Участник матча всех звёзд МЛБ от Американской лиги | 19         | 1983, 1984, 1985, 1986, 1987, 1988, 1989, 1990, 1991, 1992, 1993, 1994, 1995, 1996, 1997, 1998, 1999, 2000, 2001 |
| Награда Серебряная бита АЛ (SS)                    | 8          | 1983, 1984, 1985, 1986, 1989, 1991, 1993, 1994                                                                   |
| Самый ценный игрок МЛБ от Американской лиги        | 2          | 1983, 1991 |
| Самый ценный игрок матча всех звёзд МЛБ            | 2          | 1991, 2001 |
| Награда Золотая перчатка АЛ (SS)                   | 2          | 1991, 1992 |
| Игрок года МЛБ по версии The Sporting News'        | 2          | 1983, 1991 |
| Новичок года МЛБ Американской лиги                 | 1          | 1982 |
| Награда Роберто Клементе                           | 1          | 1992 |
| Мемориальная награда Лу Герига                     | 1          | 1992 |
| Спортсмен года по версии Sports Illustrated        | 1          | 1995 |
| Спортсмен года по версии Associated Press          | 1          | 1995 |
| Спортсмен года по версии The Sporting News'        | 1          | 1995 |
| Commissioner's Historic Achievement Award          | 1          | 2001 |

### Рекорды и достижения
- 1995: Побил рекорд Лу Герига по количеству подряд проведённых матчей[19]
- 1999: The Sporting News' поставило его под № 78 в списке 100 величайших бейсболистов[20]
- 1999: Включён в команду столетия МЛБ[21]
- 2001: Номер, под которым Рипкен выступал (8) был закреплён за ним в «Балтимор Ориолс»[22]
- 2007: На голосовании по введению в бейсбольный Зал славы за него проголосовало 98,53 % голосующих, что является лучшим показателем для игрока его позиции и третьим в истории[23].
- 2007: 29 июля прошла официальная церемония введения в бейсбольный Зал славы, которая проходила на глазах 75 000 человек[24]
- Удерживает рекорд по количеству проведённых подряд игр — 2632[19]
- Удерживает рекорд по количеству проведённых подряд иннингов — 8243[25]
- Удерживает рекорд по количеству дабл-плейев — 350[26]
- Удерживает рекорд по количеству выбитых хоум-ранов среди шорт-стопов — 345[27]
- Удерживает рекорд по количеству дабл-плейев среди шорт-стопов в Американской лиге — 1682[28]
- Лидер МЛБ по количеству проголосовавших за него болельщиков для участия в матче всех звёзд МЛБ — 36 123 483[29]
- Чаще других в Американской лиги избирался для участия в матче всех звёзд МЛБ (19) — 1983—2001[30]
- Удерживает рекорд по количеству выступлений в матчах всех звёзд МЛБ среди шорт-стопов (15) — 1983—1996, 2001
- Удерживает рекорд по количеству подряд выходов в стартовом составе в матчах всех звёзд МЛБ (17)[31]
- Удерживает рекорд по количеству выходов на биту в одной игре — 15 (делит рекорд с Томом Итоном и Далласом Уильямсом)[32]

### Рекорды «Балтимор Ориолс»
- Сыгранных матчей: 3001[33]
- Подряд сыгранных матчей: 2632[19]
- Выходов на биту: 11 551[33]
- Хитам: 3184[33]
- Набранным очкам: 1647[33]
- RBI: 1695[33]
- Экстра-бейс хитам: 1078[33]
- Даблам: 603[33]
- Хоум-ранам: 431 (В клубе 500 хоум-ранов шесть представителей Балтимора, однако Рипкен выбил больше других хоум-ранов)[33]
- Количеству занятых баз: 5168[33]
- Пробежкам: 1129[33]
- Страйкаутам: 1305[33]
- Передачам: 8212[33]
- Дабл плейям: 1682[33]